# Ischnosiphon cerotus
Ischnosiphon cerotus är en strimbladsväxtart som beskrevs av Ludwig Eduard Loesener. Ischnosiphon cerotus ingår i släktet Ischnosiphon och familjen strimbladsväxter. Inga underarter finns listade.